# دانشگاه ووستر
دانشگاه ووستر دانشگاهی در شهر ووستر انگلستان است. اعطای مدارک تحصیلی به دانشجویان در این دانشگاه از سال ۱۹۹۷ بوده‌است.

## پیشینه
دانشگاه ووستر در سال ۱۹۴۶ تأسیس شد. فعالیت این دانشگاه با نام دانشگاه ووستر به عنوان یک دانشگاه کامل از سال ۲۰۰۵ بوده‌است.

## اماکن دانشگاه ووستر
اماکن دانشگاه ووستر:
- پردیس سنت جان
- پردیس شهر
- پردیس رودکنار

## دپارتمان‌ها
- دپارتمان علوم
- دپارتمان علوم انسانی
- دپارتمان آموزش
- دپارتمان هنر

## پروفایل دانشگاه
دانشگاه ووستر سریع‌ترین دانشگاه رو به رشد در انگلستان است. مقدار کمک هزینه تحقیقاتی در این دانشگاه به میزان ۱۳٪ افزایش داشته‌است. افزایش هر ساله مقدار درخواست‌های ثبت‌نام دانشجویان در این دانشگاه سبب شده که به مدت ۴ سال متوالی ۱۵۰۰ جای اضافه برای دانشجویان ثبت‌نام‌کننده در این دانشگاه در نظر گرفته شود. پروفسور دیوید گرین معاونت ریاست این دانشگاه را بر عهده دارد. جمعیت دانشجویان دختر و پسر در این دانشگاه به ترتیب ۶۶٪ و ۳۴٪ است.